# FMA I.Ae. 32
Die FMA I.Ae. 32 Chingolo war ein Schulflugzeug des argentinischen Herstellers Fábrica Argentina de Aviones.

## Geschichte
Die Chingolo war eine Weiterentwicklung der I.Ae. 31 Colibrí durch Ernesto Vicente vom Instituto Aerotécnico. Auch die „Chingolo“ sollte für die argentinischen Aeroclubs produziert werden. Nach nur einem Prototyp wurde das Projekt jedoch aufgegeben.

## Konstruktion
Die Maschine war ein freitragender Tiefdecker in konventioneller Konfiguration, mit geschlossenem Tandemcockpit und festem Spornradfahrwerk. Der Rumpf bestand aus einer Stahlrohrkonstruktion und war, wie auch die aus einer Holzkonstruktion bestehenden Tragflächen, mit Stoff bespannt. Die Maschine verfügte über ein konventionelles Leitwerk und wurde von einem Blackburn-Cirrus-Major-3-Kolbenmotor mit 115 kW angetrieben.

## Technische Daten
| Kenngröße             | Daten                                               |
| --------------------- | --------------------------------------------------- |
| Besatzung             | 2                                                   |
| Länge                 | 8,12 m                                              |
| Spannweite            | 10,70 m                                             |
| Höhe                  | 2,10 m                                              |
| Flügelfläche          | 16,50 m²                                            |
| Flügelstreckung       | 6,9                                                 |
| Leermasse             | 750 kg                                              |
| max. Startmasse       | 981 kg                                              |
| Reisegeschwindigkeit  | 195 km/h                                            |
| Höchstgeschwindigkeit | 230 km/h                                            |
| Dienstgipfelhöhe      | 5.180 m                                             |
| Reichweite            | 1570 km                                             |
| Triebwerke            | 1 × Blackburn-Cirrus-Major-3-Kolbenmotor mit 115 kW |